# Nereis ehrenbergi
Nereis ehrenbergi är en ringmaskart som beskrevs av Grube 1868. Nereis ehrenbergi ingår i släktet Nereis och familjen Nereididae. Inga underarter finns listade i Catalogue of Life.